# Громовский (Пермь)
Громовский — микрорайон в Свердловском районе города Перми Пермского края России.

## География
Микрорайон расположен между улицей Куйбышева на востоке и логом речки Данилиха и ручья Грязнушка на западе. Южная граница — улица Юрия Смирнова, а северная — улица Революции и шоссе Космонавтов.

## История
В начале XX века ближе всего к нынешней территории микрорайона располагался Курочкин посёлок, располагавшийся в районе кинотеатра Кристалл. Вся окружающая местность вошла в состав Перми в 1918 году. В 1936 году здесь началось строительство поселка для завода № 19 (ныне АО "ОДК-Авиадвигатель"). В этом же году была проложена дорога к заводу от психиатрической больницы (ныне ее территорию занимает ЖК «Гулливер»), а сама дорога была названа именем известного летчика-испытателя Громова (ныне улица Куйбышева). Такое же название получил и сам поселок.
Посёлок к 1944 году был застроен в основном двухэтажными домами и имел население около 6 тысяч жителей. В 1960-е годы начали строиться первые панельные пятиэтажки. С начала 1990-х годов здесь начали появляться многоэтажки. В 1957 году была проложена трамвайная линия по улице Куйбышева (в этом же году в состав этой улицы вошли дома по улице Громова). Со временем восточная граница микрорайона установилась именно по этой улице. Ныне микрорайон представляет собой чисто жилой район с весьма эклектичной застройкой.

## Экономика
В северной части микрорайона, прилегающей к центральному рынку, построены крупный торговый центр «Семь пятниц», работают рынки «Гача» и «Камчатовский», а в юго-восточной части расположен торговый центр "Домино".

## Улицы
Наиболее напряженное движение транспорта проходит по внешним границам микрорайона улицам Революции, Куйбышева и шоссе Космонавтов. Внутри микрорайона можно выделить улицы; Краснофлотскую, Механошина, Нестерова, Камчатовскую, Парижской Коммуны, 1-й Бийский переулок, Нечаева, Елькина, Глеба Успенского, Седова, и Баковый переулок. Также через район проходят крупные, городские улицы: Революции, Куйбышева и Шоссе Космонавтов.

## Образование
Среднее образование: Средняя школа № 42, Открытая школа №1 (бывшая вечерняя). 

## Транспорт
Через микрорайон проходят маршруты трамваев 5 и 11. Автобусные маршруты проходят только по северному окончанию микрорайона, выходящему к городскому автовокзалу: 3, 4, 19, 30, 36, 45, 54, 55, 59, 77.

## Спорт
2 футбольных поля, 5 баскетбольных, и по одному хоккейному и теннисному корту.